# Zala Predators 2008
Questa voce raccoglie le informazioni riguardanti gli Zala Predators nelle competizioni ufficiali e amichevoli della stagione 2008.

## Amichevoli
| Zalaegerszeg marzo 2008 | Zala Predators | 20 – 0 | Nagykanizsa Demons |  |

## Divízió II 2008

### Stagione regolare
| Zalaegerszeg 30 marzo 2008 2ª giornata | Zala Predators | 27 – 6 | Veszprém Wildfires | Ifjúsági Sportcentrum |

| 1º maggio 2008 6ª giornata | Zala Predators | 27 – 12 | Miskolc Steelers |  |

| 12 maggio 2008 7ª giornata | Pécs Gringos | 6 – 33 | Zala Predators |  |

| 1º giugno 2008 10ª giornata | Zala Predators | 58 – 0 | Kaposvár Golden Fox |  |

| 21 giugno 2008 13ª giornata | Szombathely Fighters | 0 – 18 | Zala Predators |  |

### Playoff
| 29 giugno 2008 Semifinale | Zala Predators | 37 – 0 | Miskolc Steelers |  |

| Balatonalmádi 5 luglio 2008 Pannon Bowl | Nyíregyháza Tigers | 36 – 20 | Zala Predators | (450 spett.) |

## Statistiche di squadra
| Competizione      | %Vittorie | In casa | In casa | In casa | In casa | In casa | In casa | In trasferta | In trasferta | In trasferta | In trasferta | In trasferta | In trasferta | Totale | Totale | Totale | Totale | Totale | Totale |
| Competizione      | %Vittorie | G       | V       | N       | P       | Pf      | Ps      | G            | V            | N            | P            | Pf           | Ps           | G      | V      | N      | P      | Pf     | Ps     |
| ----------------- | --------- | ------- | ------- | ------- | ------- | ------- | ------- | ------------ | ------------ | ------------ | ------------ | ------------ | ------------ | ------ | ------ | ------ | ------ | ------ | ------ |
| Stagione regolare | 1.000     | 3       | 3       | 0       | 0       | 112     | 18      | 2            | 2            | 0            | 0            | 51           | 6            | 5      | 5      | 0      | 0      | 163    | 24     |
| Playoff           | .500      | 1       | 1       | 0       | 0       | 37      | 0       | 1            | 0            | 0            | 1            | 20           | 36           | 2      | 1      | 0      | 1      | 57     | 36     |
| Amichevoli        | 1.000     | 1       | 1       | 0       | 0       | 20      | 0       | 0            | 0            | 0            | 0            | 0            | 0            | 1      | 1      | 0      | 0      | 20     | 0      |
| Totale            | .875      | 5       | 5       | 0       | 0       | 169     | 18      | 3            | 2            | 0            | 1            | 71           | 42           | 8      | 7      | 0      | 1      | 240    | 60     |